# Clayton (làng), Wisconsin
Clayton là một làng thuộc quận Polk, tiểu bang Wisconsin, Hoa Kỳ. Năm 2006, dân số của làng này là 507 người.